# Pandaka pusilla
Pandaka pusilla är en fiskart som beskrevs av Herre 1927. Pandaka pusilla ingår i släktet Pandaka och familjen smörbultsfiskar. Inga underarter finns listade i Catalogue of Life.